# Pachycerina pulchra
Pachycerina pulchra is een vliegensoort uit de familie van de Lauxaniidae. De wetenschappelijke naam van de soort is voor het eerst geldig gepubliceerd in 1850 door Loew.